# CBC (ban nhạc)
CBC là một ban nhạc rock người Mỹ gốc Việt.

## Lịch sử
CBC được thành lập năm 1962 gồm các thành viên Tùng Linh (Cu Lớn) lead guitar 12 tuổi, Bích Loan (Bé Gái) ca sĩ 8 tuổi và Tùng Vân (Cu Bé) trống 6 tuổi. Tùng Vân vì quá nhỏ nên khi biểu diễn phải có người ẵm mới với đến bệ trống được. Bấy giờ, CBC chỉ là ban nhi đồng chủ yếu phục vụ tại các đại nhạc hội thanh thiếu niên. Các thành viên đều là anh chị em ruột, CBC là tên nhóm do thân mẫu đặt cho, hàm nghĩa Con Bà Cụ và Cao Bồi Con.
Năm 1963, anh cả Ngọc Lân giới thiệu CBC dự một cuộc thi tìm tài năng âm nhạc và bất ngờ đoạt giải nhất, phần thưởng là vài thùng dầu cù là.
Đến tháng Bảy cùng năm, CBC chính thức trình diễn chuyên nghiệp, ban đầu là tại hội văn nghệ các trường trung học, sau đó là bar, vũ trường và câu lạc bộ Quân lực Đồng Minh. Lĩnh vực hoạt động chủ yếu của CBC là các ca khúc kích động nhạc Anh ngữ và Pháp ngữ.
Sang thập niên 1970, trong không khí Đại hội Nhạc trẻ ngày càng bành trướng dư luận và học đường, CBC vươn lên trở thành một trong những ban kích động nhạc được ái mộ nhất, tới mức nhạc sĩ Trường Kỳ mệnh danh đệ nhất kích động ban.
Mùa xuân năm 1974, trong một chuyến lưu diễn Ấn Độ, CBC đã xin các tăng ni gốc Tạng giúp cho suất tị nạn chính trị để từ đó sang Úc nhưng bất thành. Nhóm phải lưu vong tại Ấn Độ cho tới năm 1975, sau biến cố 30 tháng Tư mới được chính phủ Mỹ xét gia ân cho định cư tại Houston.
Tự bấy đến nay, CBC hầu như sống lưu động qua các tiểu bang để biểu diễn. Lĩnh vực không thuần túy rock nữa mà CBC thể hiện cả nhạc điện tử và nhạc Vàng.

## Thành viên

### Chính
- Tùng Linh: Ban trưởng
- Bích Loan: Ca sĩ chính
- Marie Louis: Ca sĩ (1970 đến nay), phu nhân Tùng Linh
- Michel: Ca sĩ và rapper, ái nữ Tùng Linh - Marie Louis

### Phụ
- Ngọc Lân: Thầy dạy nhạc lí, anh cả, thành viên The Black Caps
- Nam Lộc: Xướng ngôn viên (1970-4)
- Bích Ly: Ca sĩ, chị cả
- Bích Liên[3]: Ca sĩ (1968-70), chị thứ
- Hoàng Thị Nga: Thân mẫu

## Xuất phẩm
- Tình yêu tuyệt vời và Con tim và nước mắt: Xuất hiện trong phim Người cô đơn năm 1971 và thâu dĩa năm 1972
- Mây lang thang
- Saigon Rock & Soul: Vietnamese Classic Tracks 1968-1974 (2010)

1. CBC trình diễn tại Thảo Cầm Viên trong Đại Hội Nhạc Trẻ
2. CBC trình diễn tại vũ trường Sherwood Forest
3. CBC trình diễn tại Ấn Độ năm 1974